# Shredder (ajedrez)
Shredder es un programa de ajedrez desarrollado en Alemania por Stefan Meyer-Kahlen en el año 1993. Ha ganado el WCCC (World Computer Chess Champion) en seis ocasiones, y es el ganador del World Computer Speed Chess Champion en el 2005. Al día 12 de mayo de 2007, las listas "SSDF" de clasificación de motores de ajedrez sitúan a Shredder 10 en octava posición, con 2830 puntos ELO, 7 puntos menos que Fruit 2.2.1, 41 menos que Hiarcs 11, y 132 puntos por debajo de Rybka 2.3.1, el actual número uno del mundo, con una puntuación de 2962. La versión 10.0 se publicó en junio de 2006.

## Premios
Shredder ha ganado numerosos torneos hasta la fecha:
| Año  | Lugar      | Título                             |
| ---- | ---------- | ---------------------------------- |
| 1996 | Yakarta    | World Microcomputer Chess Champion |
| 1999 | Paderborn  | Computer Chess World Champion      |
| 1999 | Paderborn  | World Microcomputer Chess Champion |
| 2000 | Londres    | World Microcomputer Chess Champion |
| 2001 | Maastricht | World Microcomputer Chess Champion |
| 2002 | Maastricht | Blitz World Champion               |
| 2003 | Graz       | Computer Chess World Champion      |
| 2003 | Graz       | Blitz World Champion               |
| 2004 | Tel Aviv   | Blitz World Champion               |
| 2005 | Reikiavik  | Blitz World Champion               |